# Bond voor Primorska
De Bond voor Primorska (Sloveens: Zveza za Primorsko) is een regionale politieke partij in de Sloveense regio Primorska. Het omvat westelijk Slovenië, dat eerst als gevolg van de Tweede Wereldoorlog werd verenigd met de rest van Slovenië. De partij werd opgericht in  1998 en is formeel gevestigd in Sežana. ZZP is lokaal succesvol tijdens gemeenteraadsverkiezingen in de regio Primorska. Bij landelijke verkiezingen boekt ZZP echter geen succes, ook al neemt zij daaraan deel op basis van lijstverbindingen met andere niet-parlementaire partijen. 